# Jorge Antonio Salas Bonilla
Jorge Antonio Salas Bonilla (Heredia, 2 de enero de 1953) es un político y abogado costarricense, fue alcalde de la Municipalidad de Tibás para el período 2007-2011, una de las mayores y más importantes ciudades de Costa Rica, miembro del Partido Acción Ciudadana.

## Biografía
Nació en Heredia, el 2 de enero de 1953, donde cursó sus estudios primarios, emigra a Tibás a los 13 años y cursa la secundaria en el Liceo Mauro Fernández, emblemática institución del cantón. Se licencia como abogado y notario de la Universidad de Costa Rica. Ingresa al Partido Liberación Nacional desde 1985, ocupando cargos de coordinador de la tendencia de José Miguel Corrales, delegado cantonal y provincial de San José, a los 47 años se incorpora al Partido Acción Ciudadana, del cual también fue delegado cantonal y provincial, fue nombrado asesor legal de la Fracción Municipal del PAC de Tibás, luego fue elegido regidor de esta agrupación en febrero del 2006, siendo electo presidente del Concejo Municipal de Tibás en mayo del mismo año, puesto que ejerció hasta su elección como alcalde en diciembre de 2006.